# Крестовка (Казахстан)
Кресто́вка (каз. Крестовка) — село у складі Алтайського району Східноказахстанської області Казахстану. Входить до складу Чапаєвського сільського округу.
Населення — 127 осіб (2021; 279 у 2009, 410 у 1999, 369 у 1989).
Національний склад станом на 1989 рік:
- росіяни — 73 %
- казахи — 20 %